# Castelo Kildonan

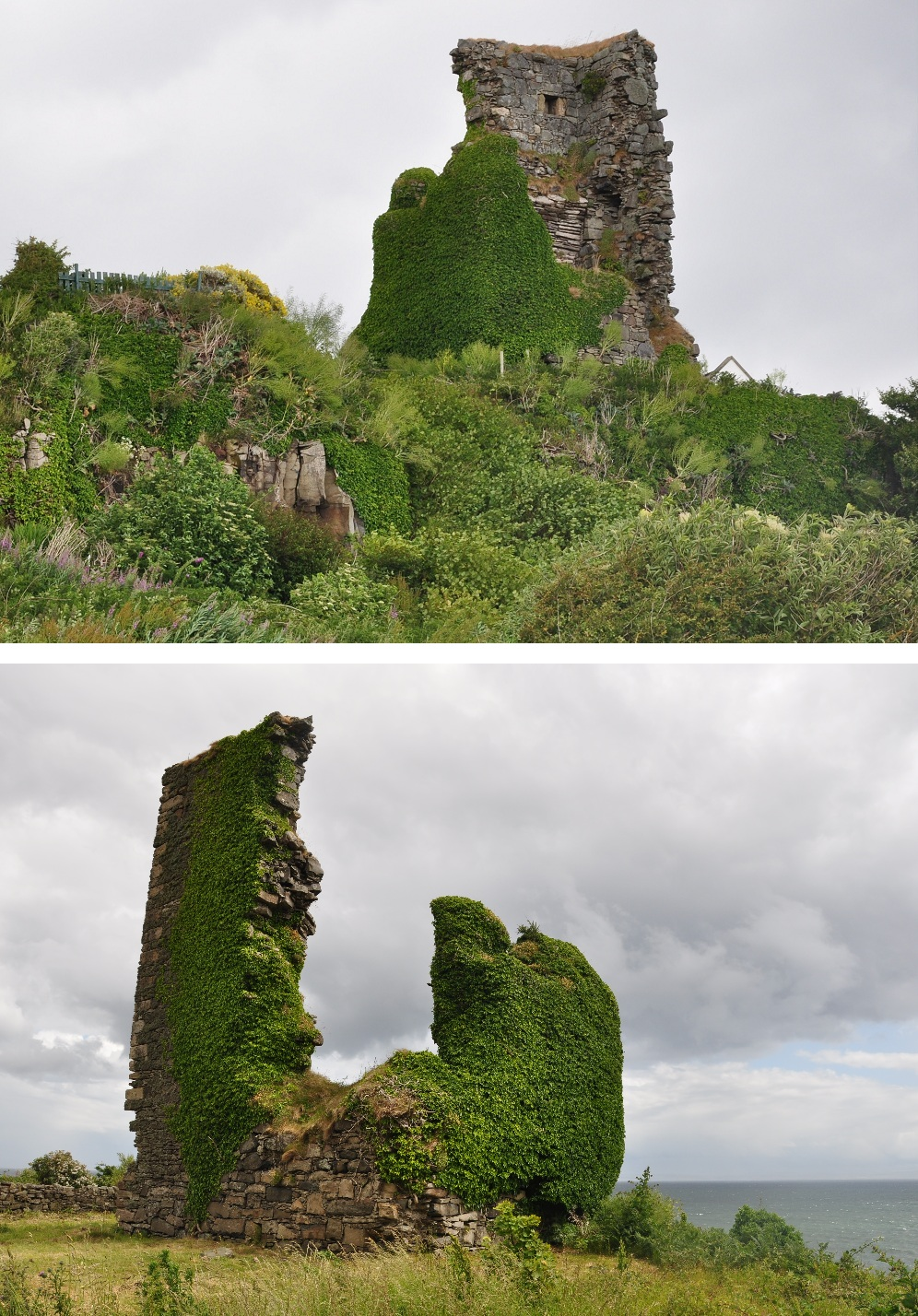
Castelo Kildonan

O (em inglês:  Kildonan Castle) é um castelo  atualmente em ruínas localizado em Kilmory, North Ayrshire, Escócia.

## História
Foi local de residência dos membros do Clã MacDonald.

## Estrutura
A torre media 8,5 metros de altura por 6,7 metros de largura. O que resta da estrutura indica que pertence entre os períodos de 1300-1400 ou de 1400-1542.